# Zwölfprophetenbuch
| Nevi’im (Propheten) des Tanach                                                      |
| ----------------------------------------------------------------------------------- |
| Vordere Propheten                                                                   |
| - Buch Josua - Buch der Richter - Samuel (1. und 2. Buch) - Könige (1. und 2. Buch) |
| Hintere Propheten                                                                   |
| - Jesaja - Jeremia - Ezechiel - Zwölfprophetenbuch                                  |

| Zwölfprophetenbuch des Tanach                                                                            |
| --- |
| - Hosea - Joel - Amos - Obadja - Jona - Micha - Nahum - Habakuk - Zefanja - Haggai - Sacharja - Maleachi |
| Namen nach dem ÖVBE                                                                                      |

| Bücher des Alten Testaments |
| --- |
| Pentateuch |
| - Genesis (1. Mose) - Exodus (2. Mose) - Levitikus (3. Mose) - Numeri (4. Mose) - Deuteronomium (5. Mose) |
| Geschichtsbücher |
| - Josua - Richter - Rut - 1. Samuel - 2. Samuel - 1. Könige - 2. Könige - 1. Chronik - 2. Chronik - Esra - Nehemia - Tobit (Tobias) - Judit - Ester + Zusätze - 1. Makkabäer - 2. Makkabäer                                                                        |
| Lehrbücher |
| - Ijob (Hiob) - Psalmen - Sprichwörter (Sprüche Salomos) - Kohelet (Prediger Salomo) - Hoheslied - Weisheit Salomos - Jesus Sirach |
| Propheten |
| „Große“ - Jesaja - Jeremia - Klagelieder Jeremias - Baruch mit Brief des Jeremia - Ezechiel (Hesekiel) - Daniel (+ Zusätze) „Kleine“ (Zwölfprophetenbuch) - Hosea - Joel - Amos - Obadja - Jona - Micha - Nahum - Habakuk - Zefanja - Haggai - Sacharja - Maleachi |
| - Namen nach dem ÖVBE, konsequent angewandt z. B. in der Einheitsübersetzung - Eingeklammerte Namen: ältere protestantische Tradition, als Ausnahme (neben ÖVBE) in der Lutherbibel - Kursiv: Deuterokanonische Schriften                                          |

Das Zwölfprophetenbuch (altgriechisch Δωδεκαπρόφητον Dodekaprópheton, aramäisch תְּרֵי עֲשַׂר tre asar für [die] Zwölf, deutsch auch Zwölf kleine Propheten) ist eine Zusammenstellung von zwölf Prophetenbüchern im Tanach, der hebräischen Bibel. Sie wurden oft auf einer einzigen Schriftrolle überliefert und im Judentum daher seit etwa 180 v. Chr. als ein Buch aufgefasst. Dieses gehört im Tanach mit und nach Jesaja, Jeremia und Ezechiel zu den „hinteren“ Propheten.
Das Christentum übernahm die zwölf Propheten als Einzelbücher in sein Altes Testament und ließ sie als „kleine“ den „großen“ Propheten folgen, zu denen hier auch Daniel gehört.

## Reihenfolge
In der griechischen Septuaginta des Judentums (entstanden ab ca. 250 v. Chr.) wurden die zwölf Prophetenbücher etwas anders angeordnet als im späteren Tanach. Die Reihung folgte einem „dreigliedrigen eschatologischen Schema“:
1. Gericht gegen Israel (Hosea, Amos, Micha, Joël)
2. Gericht gegen die Völker (Obadja, Jona, Nahum)
3. Heil für Israel (Habakuk, Zefanja, Haggai, Sacharja, Maleachi).

Diese Anordnung entspricht der Septuagintafassung des Buchs Jeremia, wo die Kapitel 46–51 des hebräischen Textes (Gericht gegen die Völker) zwischen den Kapiteln 25 (Gericht gegen Israel) und 26 (Heil für Israel) erscheinen.
Im heutigen Bibelkanon des Judentums und des westlichen Christentums ist die innere Reihenfolge der zwölf Propheten identisch. Sie ergab sich zum einen aus den jeweiligen Eigenangaben der Einzelschriften zu ihrer Wirkungszeit, zum anderen aus thematischen Bezügen. Demnach wirkten Hosea und Amos im frühen 8. Jahrhundert unter König Asarja und seinen Nachfolgern im Südreich Juda bzw. unter Jerobeam II. im Nordreich Israel. Bei Joel und Obadja fehlen vergleichbare Angaben; tatsächlich traten sie erst viel später auf, die Datierung Joels ist allerdings sehr unsicher und auch in der Fachwelt umstritten. Doch ihre Botschaft wurde als Fortsetzung der Kult- und Gesellschaftskritik des Hosea und Amos verstanden und daher dieser auch zeitlich zugeordnet. Der im Buch Jona dargestellte Prophet wurde wohl irrtümlich mit einem in 2 Kön 14,25  erwähnten Propheten „Jona, Sohn Amittais“ gleichgesetzt, der dort mit Jerobeam II. in Verbindung gebracht wird.
Die Schriften Nahums, Habakuks und Zefanjas enthalten Hinweise, die ihre Einordnung in das 7. Jahrhundert v. Chr. nahelegten. Haggai und Sacharja waren zeitnah auftretende nachexilische Kultpropheten des 6. Jahrhunderts v. Chr.; das später entstandene Buch Maleachi wurde wiederum als inhaltliche Fortsetzung der Botschaft Sacharjas aufgefasst.
So entspricht vor allem die Einordnung der Bücher Joel, Obadja, Jona und Maleachi nicht ihrer tatsächlichen historischen Entstehungszeit. Auch handelt es sich bei diesen jüngsten prophetischen Schriften des Tanach um literarische Kunstprodukte, hinter denen nicht unbedingt historische Propheten stehen. Gleichwohl hat ihre Einordnung für das theologische Verständnis des ganzen Buchs im Tanach Bedeutung.

## Entstehung
Die zuerst entstandenen vorexilischen Prophetenschriften dieser Sammlung (Hosea, Amos, Micha und Zefanja) wurden seit dem Babylonischen Exil der Judäer (586–539 v. Chr.) aufgereiht und gemeinsam überliefert. Nach dem Exil wurden zudem die Bücher Haggai und Sacharja zu einem Buch vereint und dann mit den vier vereinten vorexilischen Schriften zusammengestellt. Diesem Sechserkorpus wurden nach und nach weitere neu entstandene Prophetenschriften zugefügt, bis die Zwölferreihe um 200 v. Chr. abgeschlossen war. Ihr Umfang entspricht ungefähr dem ganzen Buch Jesaja.
Die Zwölfzahl spielt auf die Zwölf Stämme Israels als Nachkommen des Stammvaters Jakob an, wie es Jesus Sirach 49,10 , der früheste ausdrückliche Hinweis auf die Einheit des Zwölfprophetenbuches, erkennen lässt:

„Sie [die zwölf Propheten] brachten Heilung für Jakobs Volk und halfen ihm durch zuverlässige Hoffnung.“

In der rabbinischen Theologie gelten die zwölf Propheten als einzelnes Buch. Im babylonischen Talmud wurden sie im Traktat Baba Batra 14b/15a mit dem aramäischen Ausdruck „Trej Ašar“ (תרי עשר ‚Die Zwölf‘) bezeichnet.
Die älteste erhaltene Handschrift mit einem nahezu vollständigen Text ist die griechischsprachige Zwölfprophetenrolle vom Nachal Chever aus dem 1. Jahrhundert. Eine weitere fast vollständige Handschrift ist der Zwölfprophetenkodex von Washington der Freer Gallery of Art aus dem 3. Jahrhundert. Die älteste erhaltene vollständige hebräische Textfassung enthält der Codex Leningradensis von 1008. Er liegt den meisten heutigen Ausgaben der hebräischen Bibel zugrunde. 2021 gab die Israelische Altertümerbehörde den Fund von Fragmenten einer rund 2000 Jahre alten Schriftrolle in einer Höhle im Nachal Chever bekannt. Sie enthalten Texte aus dem Zwölfprophetenbuch, unter anderem der Propheten Sacharja und Nahum, größtenteils in griechischer Übersetzung. Ihr Wortlaut weicht stellenweise vom masoretischen Text und von der Septuaginta ab.
Bei der Kanonisierung des Tanach (um 100) wurde das Zwölfprophetenbuch in hebräischer Fassung mit den drei „klassischen“ Schriftpropheten der Exilszeit zu den „hinteren“ Propheten gezählt, die auf die „vorderen“ Propheten folgen. Die Geschichtsbücher vom Buch Josua bis zum (im Judentum ungeteilten) Königsbuch werden im Judentum also ebenfalls als zukunftsgerichtete prophetische Schriften aufgefasst. Zusammen bilden diese 21 Einzelbücher den zweiten Hauptteil des Tanach, die Nevi'im (Propheten).
Die Alte Kirche übernahm die zwölf Prophetenbücher im 2. Jahrhundert aus der Septuaginta in den alttestamentlichen Kanon, wobei ihre Reihenfolge noch nicht festgelegt war. Im Codex Vaticanus Graecus 1209 (4. Jahrhundert) und im Codex Marchalianus (6. Jahrhundert) lautete sie zu Beginn noch: Hosea, Amos, Micha, Joel, Obadja, Jona. Hieronymus, Autor der lateinischen Bibelübersetzung Vulgata, betonte im Vorwort dazu ausdrücklich, die zwölf Propheten seien ein Buch. In allen westlichen christlichen Kanonversionen stehen sie hinter den vier als „große“ Propheten der Exilszeit betrachteten Büchern.

## Theologie

### Auftrag Gottes
Die zwölf Propheten sind wie alle Propheten Israels die Künder des einzigartigen, richtenden und rettenden Willens JHWHs an sein Volk, daneben auch an die Fremdvölker, die dieses Volk bedrängen und/oder durch die Gott seinen Willen an Israel vollzieht. So beginnen Hosea, Joel, Jona, Micha, Zefanja, Haggai und Sacharja mit einer Wortereignisformel, sei es als Überschrift, sei es als Aussage:

„[Dies ist das] Wort JHWHs, das erging an …“
„Und es erging das Wort JHWHs an …“

Es folgt der Name des jeweils berufenen Propheten. Eine Variante ist der Ausdruck „Schauung des …“ Er weist auf den Empfang einer Vision hin, die die öffentlich ausgerichtete Wortbotschaft enthält: so bei Obadja und Nahum. Bei Amos und Habakuk werden beide Formeln kombiniert:

„Die Worte des Amos, … die er schaute über Israel …“
„Der Ausspruch, den der Prophet Habakuk schaute …“

Als „Ausspruch über …“ oder einfach „Ausspruch“ präsentiert sich auch die Prophetie Nahums und Maleachis. Letztere wird erläutert als „Wort JHWHs an Israel durch Maleachi.“

### Unheil und Heil
In ihrer Zusammenstellung bilden die zwölf Prophetenbücher eine fortlaufende Botschaft ein und desselben Gottes an Israel in dessen Geschichte. Dabei bilden Hosea und Maleachi den Anfangs- und Endpunkt dieses Kontinuums und geben die Grundmotive zu seinem Verständnis vor.
Hosea stellt vor allem den Rückbezug auf den Auszug aus Ägypten und die Wüstenwanderung der Israeliten her: Im Verhältnis Israels zu seiner ursprünglichen, durch keine Eigenmacht möglichen Erwählung zum Volk des befreienden Gottes liegt der Schlüssel für sein gegenwärtiges und künftiges Geschick. Dabei ist der unerbittliche Zorn dieses Gottes über Abfall, Untreue und Verrat seines „Sohnes“ Hos 11,1  getragen von seiner unendlichen Liebe zu diesem Volk, die ihn zuletzt ohne menschliches Zutun sein Gericht bereuen und in Heil verwandeln lässt (Hos 11 und 14 als Schlusskapitel der vorausgehenden Gerichtspredigt). Der Schlussvers Hos 14,10  fasst das Ziel dieser Liebe zusammen: Sie soll die Umkehr der Gerichteten und ihren Trennungsprozess von den Unbußfertigen bewirken und so die Rettung des ganzen Volkes ermöglichen.
Beide Motive – grundlose, erwählende Liebe Gottes zu ganz Israel, notwendige Scheidung der Gerechten von den Ungerechten – greift das Buch Maleachi Jahrhunderte später erneut auf Mal 1,2f :

„Ich habe euch geliebt … Habe ich nicht Jakob geliebt und Esau gehasst?“

Demgemäß kündet der letzte Abschnitt Mal 3,13–21  den seit Am 5  angedrohten „Tag JHWHs“ – das Endgericht Gottes über Israel und die Völker – als Vernichtung der Frevler und Rettung der Gerechten an.

### Endzeitliche Perspektive
Die Schlussverse des Zwölfprophetenbuchs lauten:

„Denkt an das Gesetz meines Knechtes Mose; am Horeb habe ich ihm Satzung und Recht übergeben, die für ganz Israel gelten. Bevor aber der Tag des Herrn kommt, der große und furchtbare Tag, seht, da sende ich zu euch den Propheten Elija. Er wird das Herz der Väter wieder den Söhnen zuwenden und das Herz der Söhne ihren Vätern, damit ich nicht kommen und das Land dem Untergang weihen muss.“

Damit bindet eine vermutete Endredaktion das ganze Korpus an die Tora und an die Vorderen Propheten und stellt es zugleich in eine endzeitliche Perspektive. Drei Motive sind miteinander verknüpft:
- Gott hat seinen Willen für ganz Israel längst selbst offenbart: Die am Berg Sinai durch Mose übergebenen Gebote sind die bleibende Gestalt und Norm dieses Willens.
- Alle Propheten Israels dienen der Erinnerung an diesen Willen. Dies gipfelt im Wiederkommen Elijahs, des einzigen Propheten, der Gott wie Mose am Gottesberg begegnete (1 Kön 19,1–18 EU), den er aber nicht sterben ließ, sondern lebend in den Himmel aufnahm. (2 Kön 2,1–11 EU)
- Elija als Endzeitprophet bewirkt, was alle Propheten nicht bewirken konnten: die Umkehr aller Generationen zu Gott und zueinander, die Einigung des Volkes Israel im gemeinsamen Hören auf Gottes längst bekannte Weisung, wie sie auch Joel 3–4 visionär voraussagte. Darin besteht die Rettung aus dem vielfach angekündeten Endgericht.